# Durenque
Pour les articles homonymes, voir Durenque (homonymie).
Durenque est une commune française située dans le département de l'Aveyron, en région Occitanie.

## Géographie

### Localisation
Située en Aveyron, la commune de Durenque est au confluent des deux régions naturelles que sont le Ségala et le Lévézou.
La commune de Durenque est composée du bourg central où vivent environ la moitié des habitants tandis que l'autre moitié vit dans des hameaux et lieux-dits tels que Cannac, Le Verdier, Fournols, La Carradie, Le Vitarel,

### Communes limitrophes
Les communes limitrophes sont Alrance, Auriac-Lagast, Lestrade-et-Thouels, Réquista, La Selve et Villefranche-de-Panat.

### Hydrographie

#### Réseau hydrographique

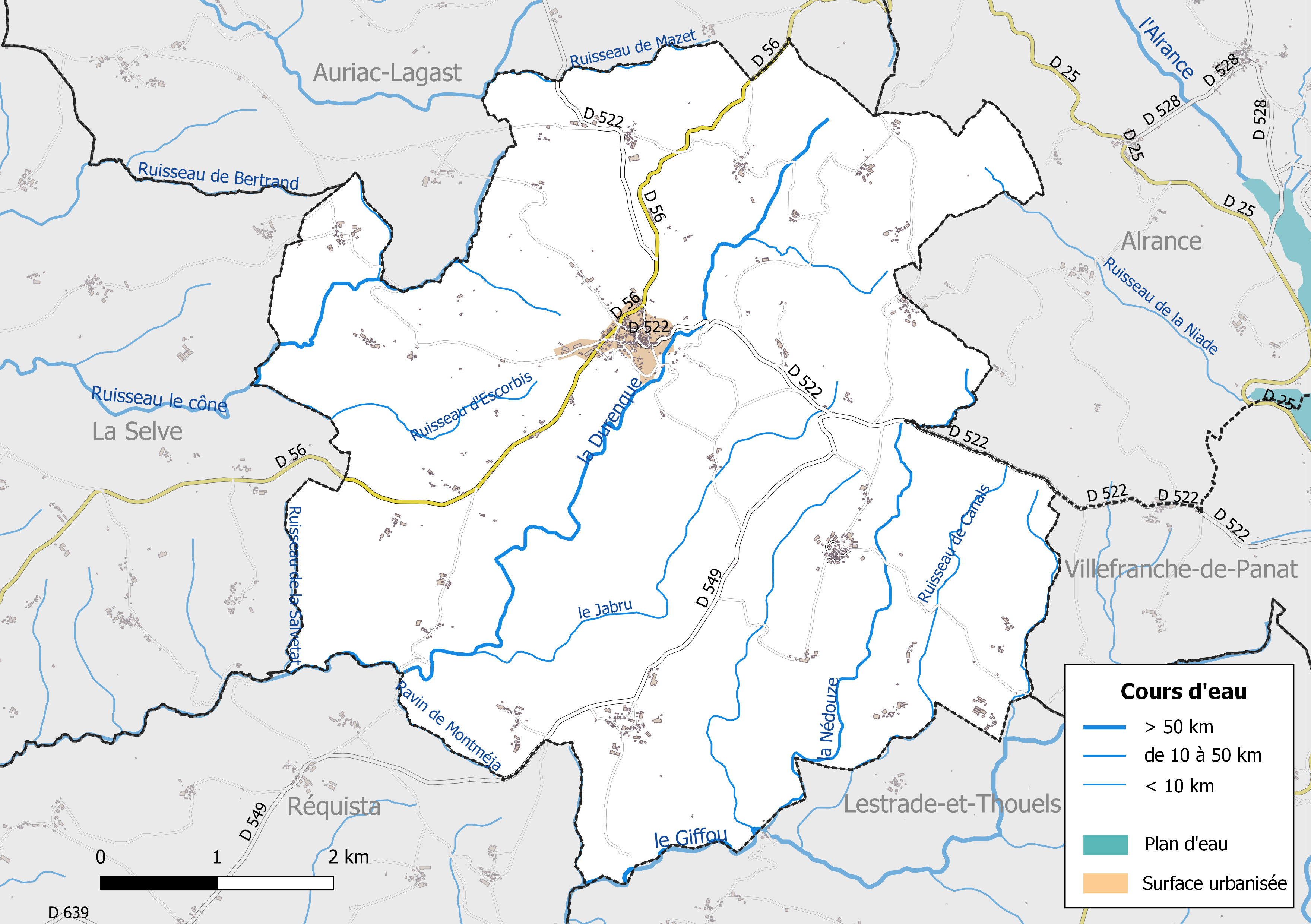
Réseaux hydrographique et routier de Durenque.

La commune est drainée par le Giffou, la Durenque, le Glandou, le Cône, la Nédouze, le Jabru, le ravin de Montméja, le ruisseau de Canals, le ruisseau de la Niade, le ruisseau de la Salvetat, le ruisseau de Mazet, le ruisseau d'Escorbis et par divers petits cours d'eau.
Le Giffou, d'une longueur totale de 46,2 km, prend sa source dans la commune de Villefranche-de-Panat et se jette  dans le Céor à Saint-Just-sur-Viaur, après avoir arrosé 9 communes.
La Durenque, d'une longueur totale de 17,4 km, prend sa source près du lieu-dit Crassous dans la commune de Durenque. Elle passe au Moulin de Roupeyrac, maison natale du poète François Fabié et rejoint le Giffou au Moulin de Clary près de la ville de Réquista.
Le Glandou, d'une longueur totale de 12,2 km, prend sa source dans la commune de Auriac-Lagast et se jette  dans le Céor à Cassagnes-Bégonhès, après avoir arrosé 4 communes.
Le Cône, d'une longueur totale de 22 km, prend sa source dans la commune d'Auriac-Lagast et se jette  dans le Giffou à Rullac-Saint-Cirq, après avoir arrosé 5 communes.

#### Gestion des cours d'eau
Afin d’atteindre le bon état des eaux imposé par la Directive-cadre sur l'eau du 23 octobre 2000, plusieurs outils de gestion intégrée s’articulent à différentes échelles pour définir et mettre en œuvre un programme d’actions de réhabilitation et de gestion des milieux aquatiques : le SDAGE (Schéma directeur d'aménagement et de gestion des eaux), à l’échelle du bassin hydrographique, et le SAGE (Schéma d'aménagement et de gestion des eaux), à l’échelle locale. Ce dernier fixe les objectifs généraux d’utilisation, de mise en valeur et de protection quantitative et qualitative des ressources en eau superficielle et souterraine. Trois SAGE sont mis en oeuvre dans le département de l'Aveyron.
La commune fait partie du SAGE du bassin versant du Viaur, approuvé le 28 mars 2018, au sein du SDAGE Adour-Garonne. Le périmètre de ce SAGE couvre 89 communes, sur trois départements (Aveyron, Tarn et Tarn-et-Garonne),. Le pilotage et l’animation du SAGE sont assurés par l’établissement public d'aménagement et de gestion des eaux (EPAGE) du bassin du Viaur, une structure qui regroupe les établissements publics de coopération intercommunale à fiscalité propre (EPCI-FP) dont le territoire est inclus (en totalité ou partiellement) dans le bassin hydrographique du Viaur et les structures gestionnaires de l’alimentation en eau potable des populations et qui disposent d’une ressource sur le bassin versant du Viaur. Il correspond à l’ancien syndicat mixte du Bassin versant du Viaur,.

### Climat
Pour des articles plus généraux, voir Climat de l'Occitanie et Climat de l'Aveyron.
En 2010, le climat de la commune est de type climat océanique altéré, selon une étude s'appuyant sur une série de données couvrant la période 1971-2000. En 2020, Météo-France publie une typologie des climats de la France métropolitaine dans laquelle la commune est exposée à un climat de montagne et est dans la région climatique Sud-est du Massif Central, caractérisée par une pluviométrie annuelle de 1 000 à 1 500 mm, minimale en été, maximale en automne.
Pour la période 1971-2000, la température annuelle moyenne est de 10 °C, avec une amplitude thermique annuelle de 15,5 °C. Le cumul annuel moyen de précipitations est de 1 006 mm, avec 11,9 jours de précipitations en janvier et 6,1 jours en juillet. Pour la période 1991-2020, la température moyenne annuelle observée sur la station météorologique installée sur la commune est de 10,6 °C et le cumul annuel moyen de précipitations est de 1 092,0 mm,. Pour l'avenir, les paramètres climatiques de la commune estimés pour 2050 selon différents scénarios d'émission de gaz à effet de serre sont consultables sur un site dédié publié par Météo-France en novembre 2022.
| Mois                                  | jan.           | fév.           | mars           | avril         | mai           | juin          | jui.          | août          | sep.         | oct.          | nov.          | déc.           | année      |
| ------------------------------------- | -------------- | -------------- | -------------- | ------------- | ------------- | ------------- | ------------- | ------------- | ------------ | ------------- | ------------- | -------------- | ---------- |
| Température minimale moyenne (°C)     | −0,1           | −0,3           | 2,3            | 5,1           | 7,9           | 11,6          | 13,8          | 13,8          | 10,9         | 8             | 4,2           | 1,2            | 6,5        |
| Température moyenne (°C)              | 2,7            | 3,1            | 6,2            | 9,4           | 12,4          | 16,6          | 19,2          | 19,2          | 15,7         | 11,7          | 7             | 4              | 10,6       |
| Température maximale moyenne (°C)     | 5,4            | 6,5            | 10             | 13,6          | 17            | 21,6          | 24,6          | 24,6          | 20,5         | 15,4          | 9,8           | 6,8            | 14,6       |
| Record de froid (°C) date du record   | −10,7 18.01.17 | −16,9 08.02.12 | −10,1 09.03.10 | −5,6 03.04.22 | −1,6 05.05.19 | 3,2 05.06.14  | 4,6 15.07.16  | 5 31.08.10    | 2,6 27.09.20 | −3,8 29.10.12 | −7,5 26.11.13 | −13,5 26.12.10 | −16,9 2012 |
| Record de chaleur (°C) date du record | 19,1 01.01.22  | 21,5 26.02.19  | 22,7 29.03.23  | 24,6 14.04.15 | 30 21.05.22   | 35,5 17.06.22 | 35,9 17.07.22 | 37,6 23.08.23 | 30 16.09.19  | 29,5 01.10.23 | 20,9 02.11.20 | 19,4 31.12.21  | 37,6 2023  |
| Précipitations (mm)                   | 113            | 67,4           | 93,5           | 109,5         | 121,3         | 71,9          | 63,3          | 57,5          | 73,9         | 88,7          | 123,5         | 108,5          | 1 092      |

### Milieux naturels et biodiversité

#### ZNIEFF
L’inventaire des zones naturelles d'intérêt écologique, faunistique et floristique (ZNIEFF) a pour objectif de réaliser une couverture des zones les plus intéressantes sur le plan écologique, essentiellement dans la perspective d’améliorer la connaissance du patrimoine naturel national et de fournir aux différents décideurs un outil d’aide à la prise en compte de l’environnement dans l’aménagement du territoire.
Le territoire communal de Durenque comprend une ZNIEFF de type 1,, 
l'« Agrosystème de Ginestous et de la Niade » (1 810 ha), couvrant 5 communes du département
, et une ZNIEFF de type 2,, 
la « Vallée du Viaur et ses affluents » (27 587 ha), qui s'étend sur 56 communes dont 45 dans l'Aveyron, 10 dans le Tarn et 1 dans le Tarn-et-Garonne.

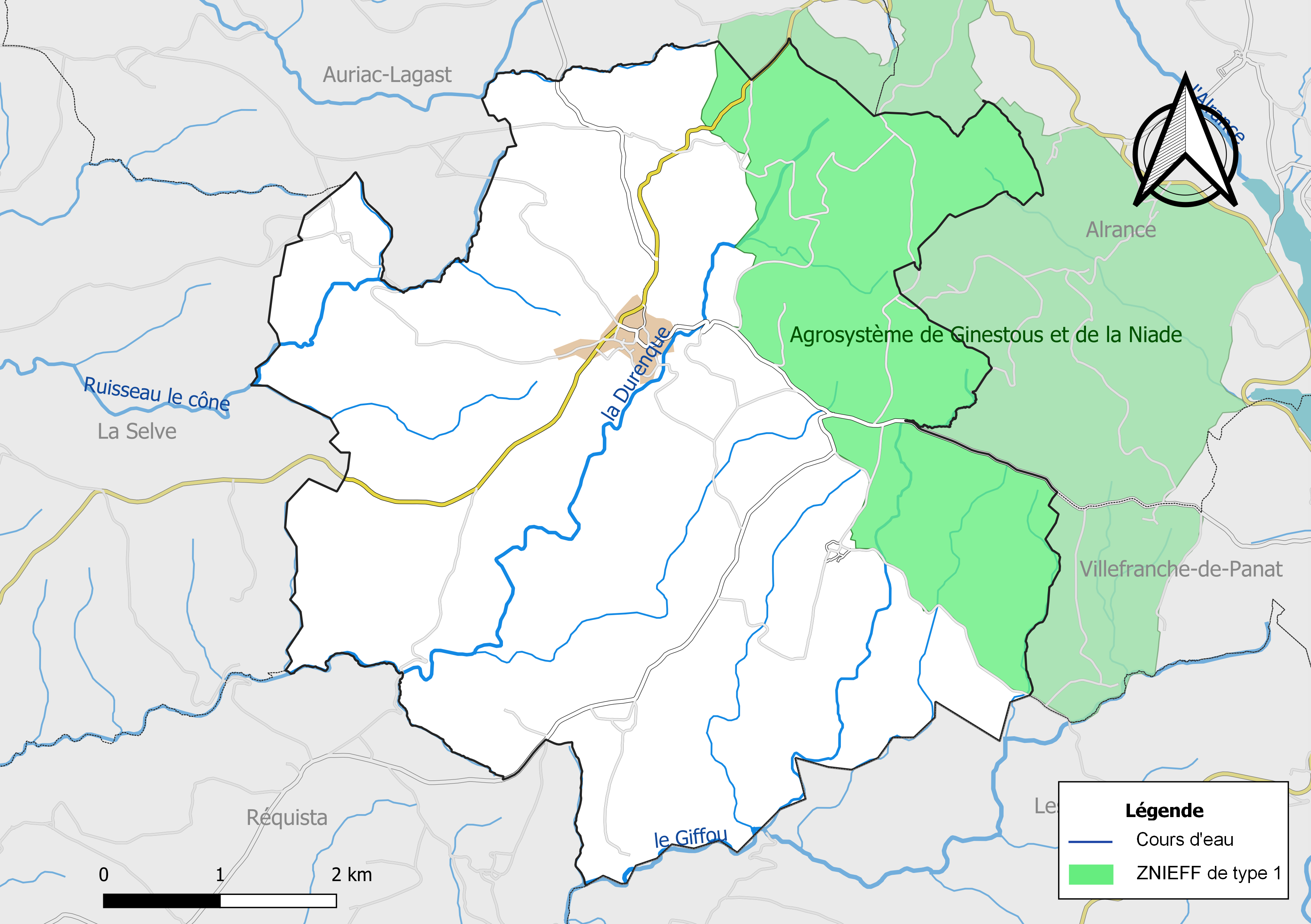
Carte de la ZNIEFF de type 1 de la commune.
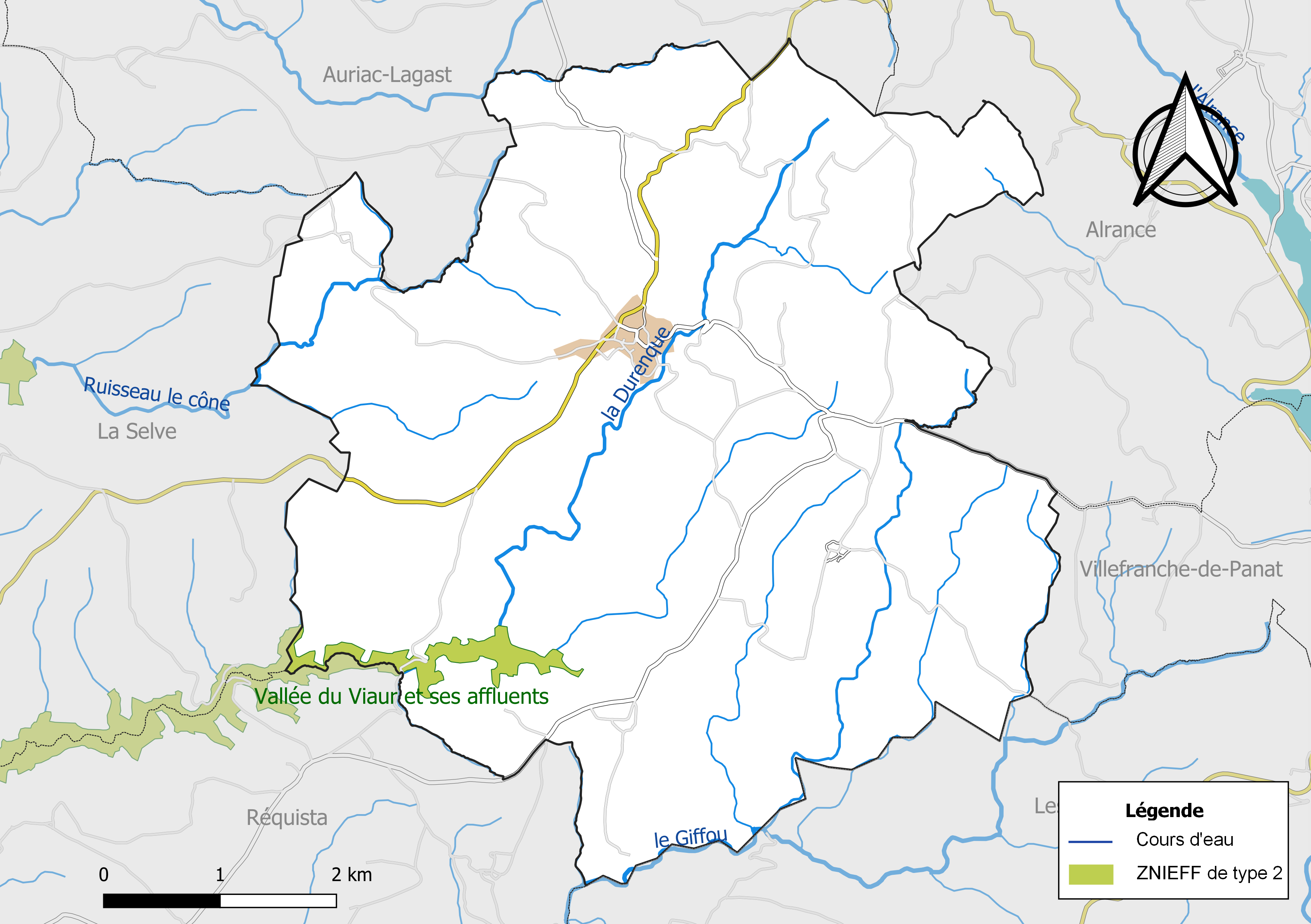
Carte de la ZNIEFF de type 2 de la commune.

#### Forêts
La forêt du Lagast se compose d'un seul massif d'une superficie de 233 ha, dont 89 ha appelés forêt dominicale du Lagast sont gérés par l'ONF. Elle est implantée sur la commune de Durenque mais également les communes d'Auriac-Lagast et Alrance. Elle est classée espace naturel sensible de l'Aveyron du fait de l'importance et la richesse de sa faune et de sa flore qui lui vaut d'être un écosystème protégé. Cette forêt est composée en majorité de hêtres communs et de sapins pectinés. D'autres espèces végétales évolues dans cette forêt comme la bruyère, la callune ou encore la myrtille commune. Du côté de la faune, évoluent, entre autres l'écureuil roux, le pic noir et le blaireau d'Europe L' humus et les champignons sont également présents dans cet écosystème. Des sentiers balisés et une pyramide à son sommet (928 m) rendent cette forêt agréable pour la randonnée pédestre.
La forêt de Roupeyrac s'étend sur plusieurs centaines d'hectares au départ du Moulin de Roupeyrac. Elle est aussi marquée par une biodiversité importante. Sa faune est notamment appréciée des chasseurs car on y trouve de nombreuses espèces comme des chevreuils, des cerfs, des faisans ou des sangliers. D'autres espèces y vivent comme le hérisson, le hibou ou encore le coucou qui donne son nom au lieu-dit Chante-coucou. Côté flore, la forêt est composée principalement de chênes et de hêtres communs. Un sentier poétique y est installé avec des poèmes de François Fabié pour allier littérature et nature.

#### Biodiversité agricole
Il ne faut pas oublier la biodiversité agricole qui fait vivre de nombreuses espèces animales et végétales. On trouve l'élevage ovin (brebis de Lacaune), et l'élevage bovin (Limousines, Aubrac, Prim'Holstein et Blondes d'Aquitaine). Il est important de noter également la présence de porcs et de chevaux. Côté basse-cour, évoluent encore dans certaines familles coqs, poules, canards, oies, lapins, dindes, dindons ou encore pigeons. La présence de quelques ruches permet aux abeilles de prospérer. La culture de blé, orge, seigle, triticale, luzerne, sarrasin, pomme de terres et autres plantes potagères permet de garder une flore importante en plus des arbres et haies présents le long des champs.

## Urbanisme

### Typologie
Au 1er janvier 2024, Durenque est catégorisée commune rurale à habitat très dispersé, selon la nouvelle grille communale de densité à 7 niveaux définie par l'Insee en 2022.
Elle est située hors unité urbaine et hors attraction des villes,.

### Occupation des sols

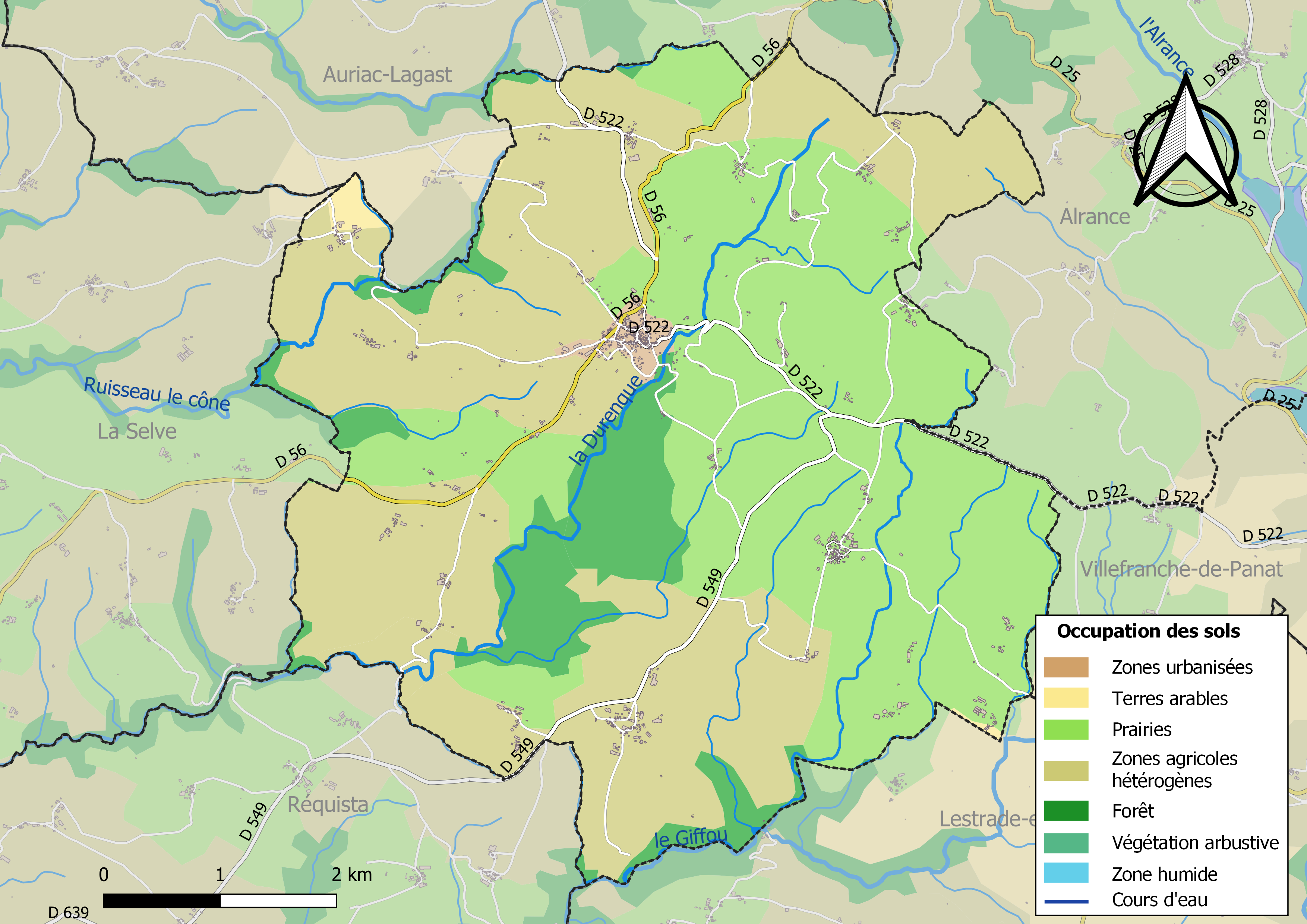
Infrastructures et occupation des sols de la commune de Durenque.

L'occupation des sols de la commune, telle qu'elle ressort de la base de données européenne d’occupation biophysique des sols Corine Land Cover (CLC), est marquée par l'importance des territoires agricoles (89,1 % en 2018), une proportion sensiblement équivalente à celle de 1990 (89,2 %). La répartition détaillée en 2018 est la suivante : 
zones agricoles hétérogènes (45,5 %), prairies (43,1 %), forêts (9,9 %), zones urbanisées (0,9 %), terres arables (0,5 %).

### Planification
La commune, en 2017, avait engagé l'élaboration d'un plan local d'urbanisme.

### Voies de communication et transports
La majorité du transport au sein de la commune est fait par automobile. Le village de Durenque possède une aire de covoiturage.
La ligne d'autocar liO 219 rejoignant Réquista à Rodez possède un arrêt à Durenque.
La gare ferroviaire la plus proche est la gare de Luc-Primaube, l'aérodrome le plus proche est l'aérodrome de Cassagnes-Bégonhès, tandis que l'aéroport le plus près est l'aéroport de Rodez-Aveyron, à visée nationale et internationale.

### Risques majeurs
Le territoire de la commune de Durenque est vulnérable à différents aléas naturels : inondations, climatiques (hiver exceptionnel ou canicule), feux de forêts et séisme (sismicité très faible).
Il est également exposé à un risque particulier, le risque radon,.

#### Risques naturels

Zones inondables de la commune de Durenque.

Certaines parties du territoire communal sont susceptibles d’être affectées par le risque d’inondation par débordement du Giffou. Les dernières grandes crues historiques, ayant touché plusieurs parties du département, remontent aux 3 et 4 décembre 2003 (dans le bassin du Lot, de l'Aveyron, du Viaur et du Tarn) et au 28 novembre 2014 (bassins de la Sorgues et du Dourdou). Ce risque est pris en compte dans l'aménagement du territoire de la commune par le biais du Plan de prévention du risque inondation (PPRI) Céor-Giffou, approuvé le 9 février 2016.
Le Plan départemental de protection des forêts contre les incendies découpe le département de l’Aveyron en sept « bassins de risque » et définit une sensibilité des communes à l’aléa feux de forêt (de faible à très forte). La commune est classée en sensibilité faible.
Les mouvements de terrains susceptibles de se produire sur la commune sont liés au retrait-gonflement des argiles, conséquence d'un changement d'humidité des sols argileux. Les argiles sont capables de fixer l'eau disponible mais aussi de la perdre en se rétractant en cas de sécheresse. Ce phénomène peut provoquer des dégâts très importants sur les constructions (fissures, déformations des ouvertures) pouvant rendre inhabitables certains locaux. La carte de zonage de cet aléa peut être consultée sur le site de l'observatoire national des risques naturels Georisques

#### Risque particulier
Dans plusieurs parties du territoire national, le radon, accumulé dans certains logements ou autres locaux, peut constituer une source significative d’exposition de la population aux rayonnements ionisants. Toutes les communes du département sont concernées par le risque radon à un niveau plus ou moins élevé. Selon le dossier départemental des risques majeurs du département établi en 2013, la commune de Durenque est classée à risque moyen à élevé. Un décret du 4 juin 2018 a modifié la terminologie du zonage définie dans le code de la santé publique et a été complété par un arrêté du 27 juin 2018 portant délimitation des zones à potentiel radon du territoire français. La commune est désormais en zone 3, à savoir zone à potentiel radon significatif.

## Histoire

### Préhistoire et Antiquité
La découverte d'une statue-menhir permet d'affirmer que l'occupation du sol Durenquois remonte au moins au Néolithique. Il y a eu un dolmen sur les terres de Durenque. La statue-menhir de Durenque est exposée au Musée François Fabié.
Des sarcophages, peut-être d'origine mérovingienne, ont été découverts dans l'ancien cimetière près de l'église, et les premières pierres du château datent certainement de l'époque carolingienne.

### Moyen-Âge
Le village s'étoffa peu à peu autour de son fort dans une féodalité assez souple. La seigneurie de Durenque a appartenu pendant des siècles à la famille d'Arpajon. Le plus ancien seigneur répertorié est Bernard II d'Arpajon qui régna au XIIIe siècle. La seigneurie restera dans la famille des siècles avec notamment Hugues IV d'Arpajon, qui avait le titre de Prieur de Durenque. Jean V d'Arpajon, à la suite du décès de son frère Samuel Ier d'Arpajon, décide de vendre la seigneurie et le 24 mai 1621, elle est vendue 50 000 livres à la famille de Buisson de Bournazel. Cette famille était la plus riche et puissante du Rouergue, jusqu'à la Révolution française. Le dernier seigneur de Durenque fut Claude de Buisson de Bournazel, jusqu'à sa mort en 1792.
Durenque semble être resté à la limite, voire en dehors des grandes zones de conflits religieux cathares et protestants. Le "Vieux Durenque" aurait-il néanmoins servi d'abri aux hérétiques chassés par le pillage et la persécution?  Les fondations semblent en effet profiler le contour d'une fortification. Certains pensent qu'il fut le refuge de Durenquois fuyant l'épidémie de peste qui sévit au XIVe siècle.

### De la Révolution à aujourd'hui
Le château de Durenque fut mis à sac lors d'une émeute en 1793. Une tour circulaire resta en position dominante jusqu'au siècle dernier, mais il ne subsiste aujourd'hui qu'un carré de murs. Le village de Durenque, a eu en effet un élan révolutionnaire porté par Jacques-François Loiseleur-Deslongchamps, premier maire du village et fervent montagnard.
Le XIXe siècle a vu la naissance du célèbre ''poète et chantre du Rouergue'' François Fabié. Cet enseignant et poète fut notamment professeur de Lettres Modernes aux lycée Charlemagne et proviseur du lycée Colbert. Il n'oubliera pas son enfance et sa région natale qu'il évoque très souvent dans ses recueils de poésie qui inspireront entre autres Marcel Pagnol.

## Politique et administration

### Découpage territorial
La commune de Durenque est membre de la communauté de communes du Réquistanais, un établissement public de coopération intercommunale (EPCI) à fiscalité propre créé le 20 mars 2000 dont le siège est à Réquista. Ce dernier est par ailleurs membre d'autres groupements intercommunaux.
Sur le plan administratif, elle est rattachée à l'arrondissement de Millau, au département de l'Aveyron et à la région Occitanie. Sur le plan électoral, elle dépend du  canton des Monts du Réquistanais pour l'élection des conseillers départementaux, depuis le redécoupage cantonal de 2014 entré en vigueur en 2015, et de la troisième circonscription de l'Aveyron  pour les élections législatives, depuis le dernier découpage électoral de 2010.

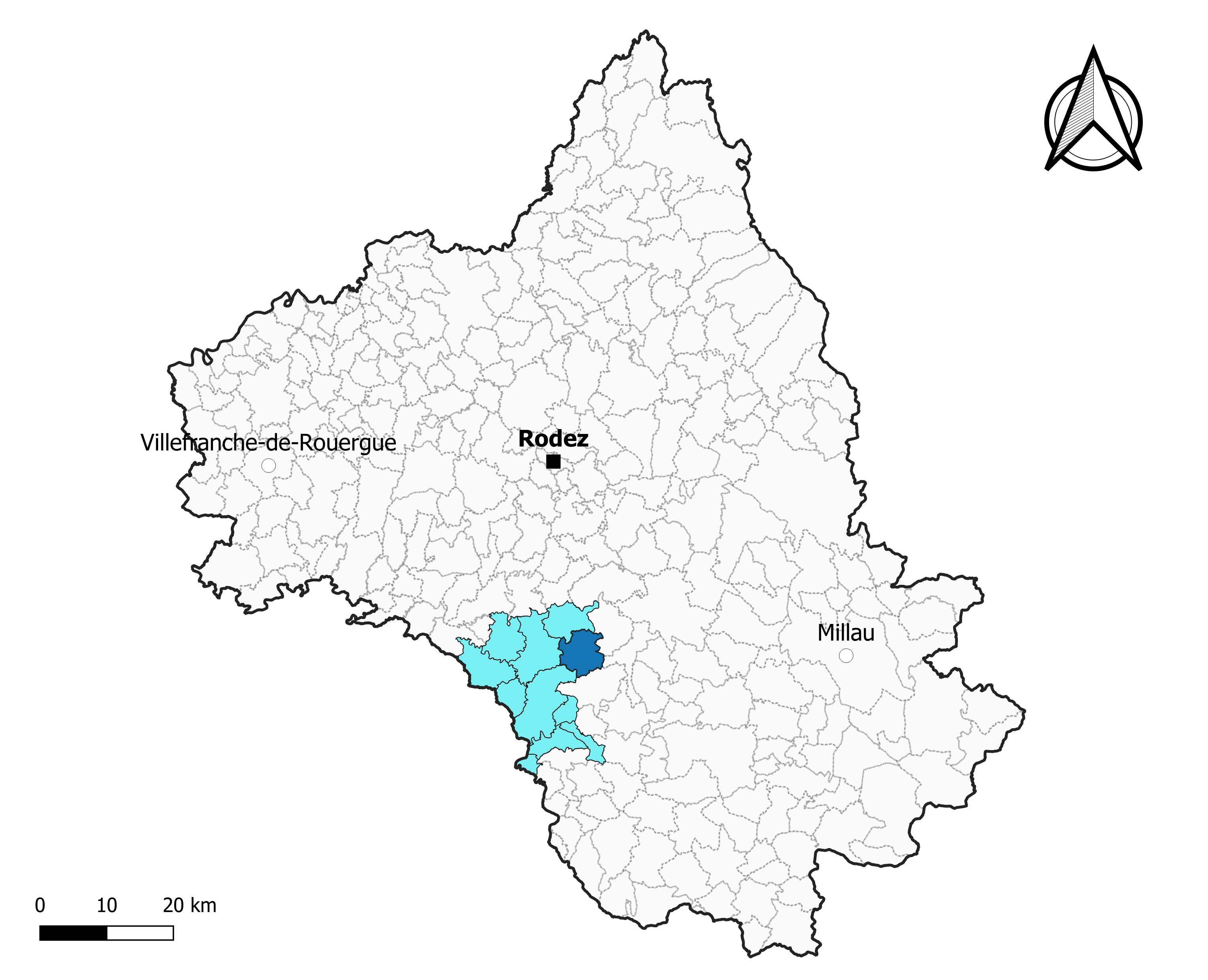
Durenque dans l'intercommunalité en 2020.
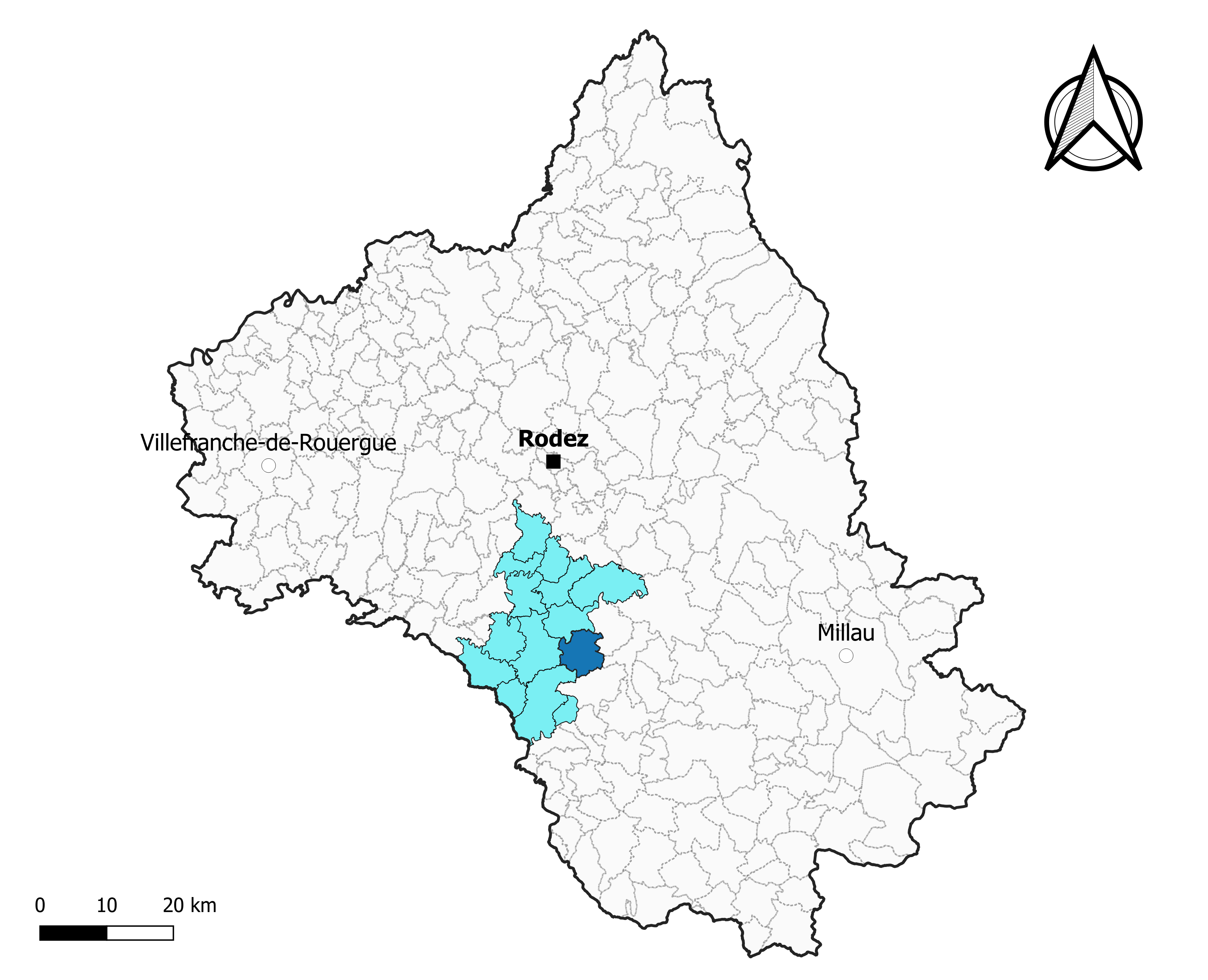
Durenque dans le canton des Monts du Réquistanais en 2020.
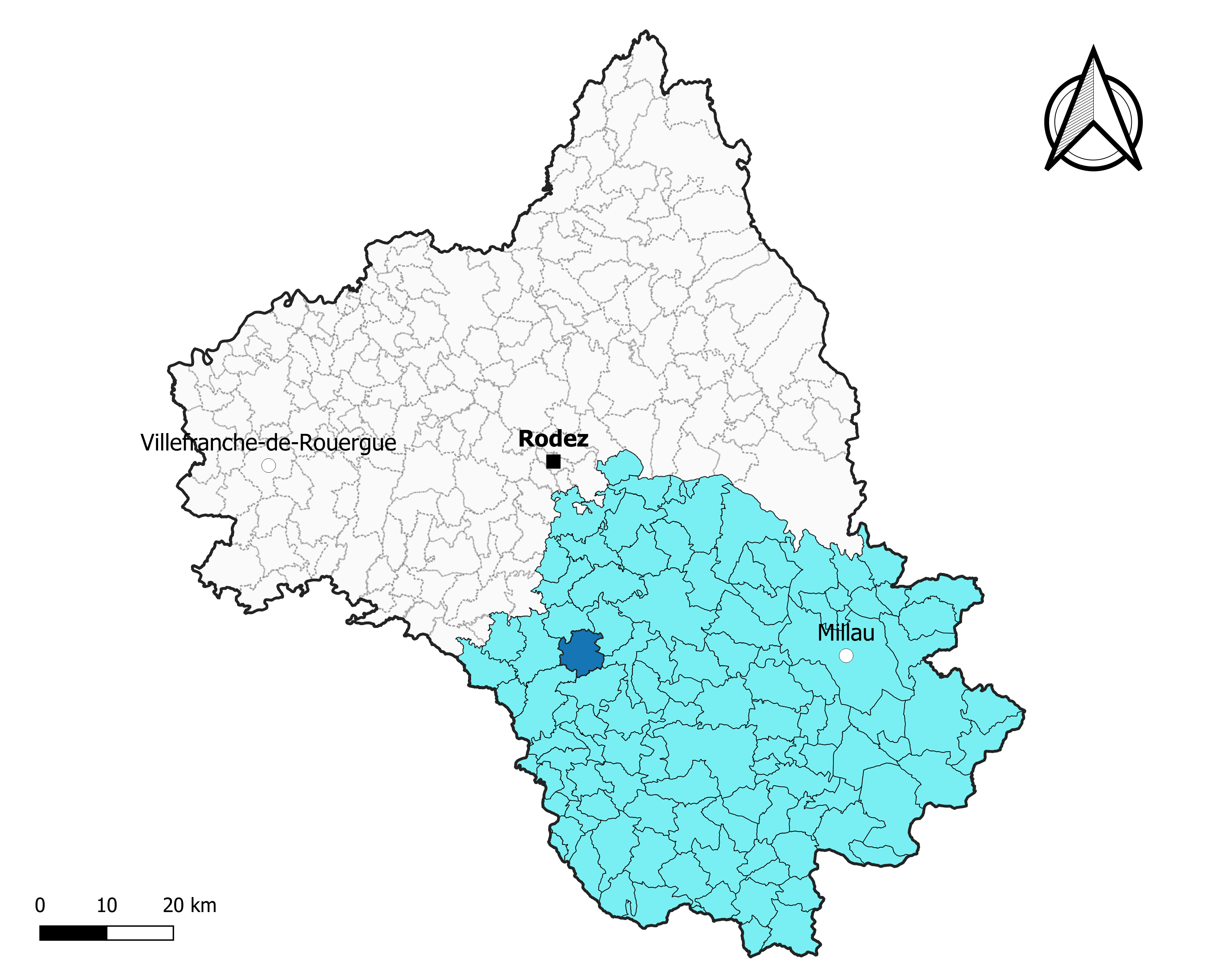
Durenque dans l'arrondissement de Millau en 2020.

### Élections municipales et communautaires

#### Élections de 2020
Le conseil municipal de Durenque, commune de moins de 1 000 habitants, est élu au scrutin majoritaire plurinominal à deux tours avec candidatures isolées ou groupées et possibilité de panachage. Compte tenu de la population communale, le nombre de sièges à pourvoir lors des élections municipales de 2020 est de 15. La totalité des quinze candidats en lice est élue dès le premier tour, le 15 mars 2020, avec un taux de participation de 76,8 %.
Régine Nespoulous, maire sortante, est réélue pour un nouveau mandat le 25 mai 2020.
Dans les communes de moins de 1 000 habitants, les conseillers communautaires sont désignés parmi les conseillers municipaux élus en suivant l’ordre du tableau (maire, adjoints puis conseillers municipaux) et dans la limite du nombre de sièges attribués à la commune au sein du conseil communautaire. Trois sièges sont attribués à la commune au sein de la communauté de communes du Réquistanais.

#### Liste des maires
| Période                                  | Période  | Identité                                 | Étiquette | Qualité                               |
| ---------------------------------------- | -------- | ---------------------------------------- | --------- | ------------------------------------- |
| 1790                                     | 1792     | Jacques-François Loiseleur-Deslongchamps |           | Géographe                             |
| 1792                                     | 1795     | Pierre-Jean Cadars                       |           |                                       |
| 1795                                     | 1798     | François Galtier                         |           |                                       |
| 1798                                     | 1799     | Georges Alibert                          |           |                                       |
| 1799                                     | 1801     | Gabriel Delran                           |           |                                       |
| 1801                                     | 1810     | Jean-Luc Milhac                          |           |                                       |
| 1810                                     | 1813     | Henri Milhac                             |           |                                       |
| 1813                                     | 1826     | Jean-Amans Vigroux                       |           |                                       |
| 1826                                     | 1832     | Pierre-Jean Carrière                     |           |                                       |
| 1832                                     | 1834     | Henri Milhac                             |           |                                       |
| 1834                                     | 1837     | Antoine Alauze                           |           |                                       |
| 1837                                     | 1848     | Denis Milhac                             |           |                                       |
| 1848                                     | 1853     | Henri Milhac                             |           |                                       |
| 1853                                     | 1855     | Thimotée Angles                          |           |                                       |
| 1855                                     | 1878     | Henri Milhac                             |           |                                       |
| 1878                                     | 1883     | Thimotée Angles                          |           |                                       |
| 1883                                     | 1884     | Joseph Alauze                            |           |                                       |
| 1884                                     | 1889     | Honoré Dellac                            |           |                                       |
| 1889                                     | 1889     | Denis Coste                              |           |                                       |
| 1889                                     | 1892     | Frédéric Fabié                           |           |                                       |
| 1892                                     | 1896     | Joseph Angles                            |           |                                       |
| 1896                                     | 1900     | Léon Canac                               |           |                                       |
| 1900                                     | 1908     | Camille Fabre                            |           |                                       |
| 1908                                     | 1909     | Antoine Genieys                          |           |                                       |
| 1909                                     | 1919     | Camille Fabre                            |           |                                       |
| 1919                                     | 1935     | Marius Fabre                             |           |                                       |
| 1935                                     | 1959     | Marius Massol                            |           |                                       |
| 1959                                     | 1975     | Roger Nespoulous                         |           |                                       |
| 1975                                     | 2001     | Marius Cadars                            |           |                                       |
| 2001                                     | 2008     | Aimé Alvernhe                            |           |                                       |
| 2008                                     | 2014     | Vincent Baldet                           |           | Patron d'une PME                      |
| 2014                                     | En cours | Régine Nespoulous,                       |           | Agricultrice sur moyenne exploitation |
| Les données manquantes sont à compléter. |          |                                          |           |                                       |

## Démographie

### Évolution démographique
L'évolution du nombre d'habitants est connue à travers les recensements de la population effectués dans la commune depuis 1793. Pour les communes de moins de 10 000 habitants, une enquête de recensement portant sur toute la population est réalisée tous les cinq ans, les populations de référence des années intermédiaires étant quant à elles estimées par interpolation ou extrapolation. Pour la commune, le premier recensement exhaustif entrant dans le cadre du nouveau dispositif a été réalisé en 2004.

En 2022, la commune comptait 524 habitants, en évolution de −0,19 % par rapport à 2016 (Aveyron : +0,37 %, France hors Mayotte : +2,11 %).
| 1793 | 1800 | 1836 | 1841  | 1846  | 1851  | 1856  | 1861 | 1866  |
| ---- | ---- | ---- | ----- | ----- | ----- | ----- | ---- | ----- |
| 800  | 594  | 947  | 1 010 | 1 068 | 1 065 | 1 003 | 953  | 1 031 |

| 1872  | 1876  | 1881  | 1886  | 1891 | 1896 | 1901 | 1906  | 1911  |
| ----- | ----- | ----- | ----- | ---- | ---- | ---- | ----- | ----- |
| 1 010 | 1 005 | 1 007 | 1 000 | 990  | 985  | 985  | 1 027 | 1 003 |

| 1921 | 1926 | 1931 | 1936 | 1946 | 1954 | 1962 | 1968 | 1975 |
| ---- | ---- | ---- | ---- | ---- | ---- | ---- | ---- | ---- |
| 891  | 917  | 956  | 951  | 882  | 915  | 920  | 862  | 811  |

| 1982 | 1990 | 1999 | 2004 | 2006 | 2009 | 2014 | 2019 | 2022 |
| ---- | ---- | ---- | ---- | ---- | ---- | ---- | ---- | ---- |
| 805  | 724  | 607  | 566  | 560  | 548  | 535  | 523  | 524  |

### Pyramide des âges
La population de la commune est relativement âgée.
En 2018, le taux de personnes d'un âge inférieur à 30 ans s'élève à 27,1 %, soit en dessous de la moyenne départementale (28,8 %). À l'inverse, le taux de personnes d'âge supérieur à 60 ans est de 37,8 % la même année, alors qu'il est de 34,3 % au niveau départemental.
En 2018, la commune comptait 269 hommes pour 255 femmes, soit un taux de 51,34 % d'hommes, largement supérieur au taux départemental (49,33 %).
Les pyramides des âges de la commune et du département s'établissent comme suit.
| Hommes | Classe d’âge | Femmes |
| ------ | ------------ | ------ |
| 1,5    | 90 ou +      | 0,4    |
| 12,3   | 75-89 ans    | 14,9   |
| 21,6   | 60-74 ans    | 25,1   |
| 19,4   | 45-59 ans    | 18,0   |
| 16,8   | 30-44 ans    | 15,7   |
| 10,4   | 15-29 ans    | 11,0   |
| 17,9   | 0-14 ans     | 14,9   |

| Hommes | Classe d’âge | Femmes |
| ------ | ------------ | ------ |
| 1,3    | 90 ou +      | 3      |
| 10,3   | 75-89 ans    | 13,5   |
| 21,3   | 60-74 ans    | 21,3   |
| 20,8   | 45-59 ans    | 20,1   |
| 16,4   | 30-44 ans    | 15,7   |
| 14,8   | 15-29 ans    | 12,2   |
| 15,3   | 0-14 ans     | 14,3   |

## Économie

### Revenus
En 2018  (données Insee publiées en septembre 2021), la commune compte 225 ménages fiscaux, regroupant 496 personnes. La médiane du revenu disponible par unité de consommation est de 18 040 € (20 640 € dans le département).

### Emploi
| Division       | 2008  | 2013  | 2018  |
| -------------- | ----- | ----- | ----- |
| Commune        | 2,5 % | 3,5 % | 7,2 % |
| Département    | 5,4 % | 7,1 % | 7,1 % |
| France entière | 8,3 % | 10 %  | 10 %  |

En 2018, la population âgée de 15 à 64 ans s'élève à 280 personnes, parmi lesquelles on compte 76,3 % d'actifs (69,2 % ayant un emploi et 7,2 % de chômeurs) et 23,7 % d'inactifs,. En  2018, le taux de chômage communal (au sens du recensement) des 15-64 ans est supérieur à celui du département, mais inférieur à celui de la France, alors qu'il était inférieur à celui du département et de la France en 2008.
La commune est hors attraction des villes,. Elle compte 162 emplois en 2018, contre 156 en 2013 et 176 en 2008. Le nombre d'actifs ayant un emploi résidant dans la commune est de 201, soit un indicateur de concentration d'emploi de 80,4 % et un taux d'activité parmi les 15 ans ou plus de 51 %.
Sur ces 201 actifs de 15 ans ou plus ayant un emploi, 105 travaillent dans la commune, soit 52 % des habitants. Pour se rendre au travail, 58,7 % des habitants utilisent un véhicule personnel ou de fonction à quatre roues, 15,4 % s'y rendent en deux-roues, à vélo ou à pied et 25,9 % n'ont pas besoin de transport (travail au domicile).

### Activités hors agriculture

#### Secteurs d'activités
78 établissements sont implantés à Durenque au 31 décembre 2019. Le tableau ci-dessous en détaille le nombre par secteur d'activité,.
| Secteur d'activité                                                                                        | Commune | Commune |
| Secteur d'activité                                                                                        | Nombre  | %       |
| --- | ------- | ------- |
| Ensemble                                                                                                  | 78      | 100,0 % |
| Industrie manufacturière, industries extractives et autres                                                | 44      | 56,4 %  |
| Construction                                                                                              | 3       | 3,8 %   |
| Commerce de gros et de détail, transports, hébergement et restauration                                    | 9       | 11,5 %  |
| Information et communication                                                                              | 2       | 2,6 %   |
| Activités financières et d'assurance                                                                      | 2       | 2,6 %   |
| Activités immobilières                                                                                    | 2       | 2,6 %   |
| Activités spécialisées, scientifiques et techniques et activités de services administratifs et de soutien | 7       | 9,0 %   |
| Administration publique, enseignement, santé humaine et action sociale                                    | 4       | 5,1 %   |
| Autres activités de service                                                                               | 5       | 6,4 %   |

Le secteur de l'industrie manufacturière, des industries extractives et autres est prépondérant sur la commune puisqu'il représente 56,4 % du nombre total d'établissements de la commune (44 sur les 78 entreprises implantées à Durenque), contre 17,7 % au niveau départemental

### Agriculture
La commune est dans le Segala, une petite région agricole occupant l'ouest du département de l'Aveyron. En 2020, l'orientation technico-économique de l'agriculture sur la commune est l'élevage d'équidés et/ou autres herbivores.
Le nombre d'exploitations agricoles en activité et ayant leur siège dans la commune est de 55 en 2020. La surface agricole utilisée moyenne par exploitation est de 58,8 ha.

## Vie de la commune

### Éducation
Le village de Durenque possède une école maternelle et primaire publique : l'école François Fabié. Actuellement deux postes et demi sont occupés pour une cinquantaine d'élèves.
Les collèges les plus proches se trouvent à Réquista ou Cassagnes-Bégognhès. Les lycées les plus proches se trouvent à Saint-Affrique ou Rodez.

### Santé
La commune de Durenque possède un cabinet infirmier.
Les médecins généralistes les plus proches se trouvent à Villefranche-de-Panat ou Réquista. Réquista possède une maison de santé, où en plus des médecins généralistes se trouvent chirurgien-dentiste, kinésithérapeute, ostéopathe, orthophoniste, sage-femme et diététicienne.
Un vétérinaire exerce au village de Durenque.

## Culture locale et patrimoine

### Lieux et monuments

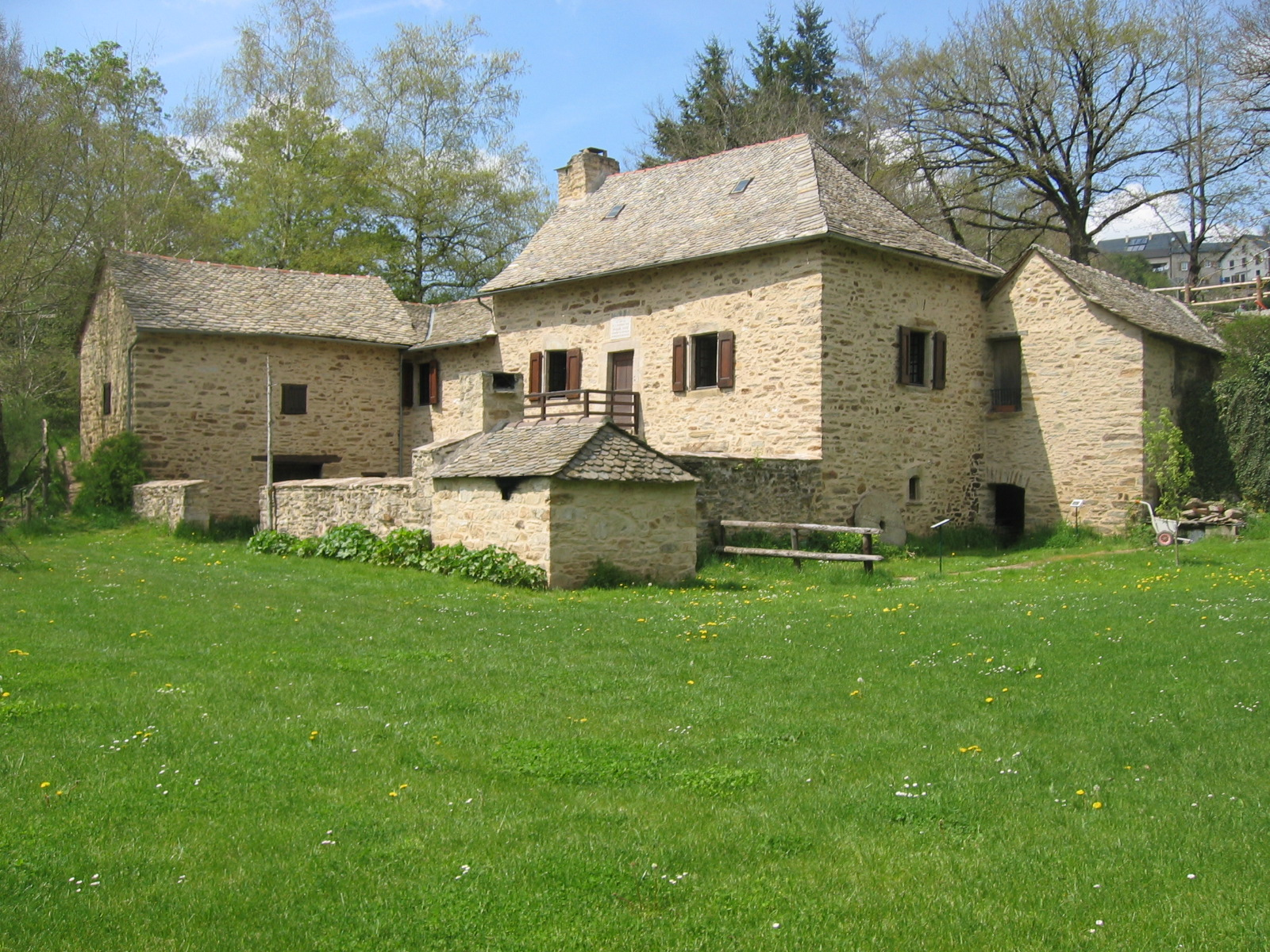
Moulin de Roupeyrac

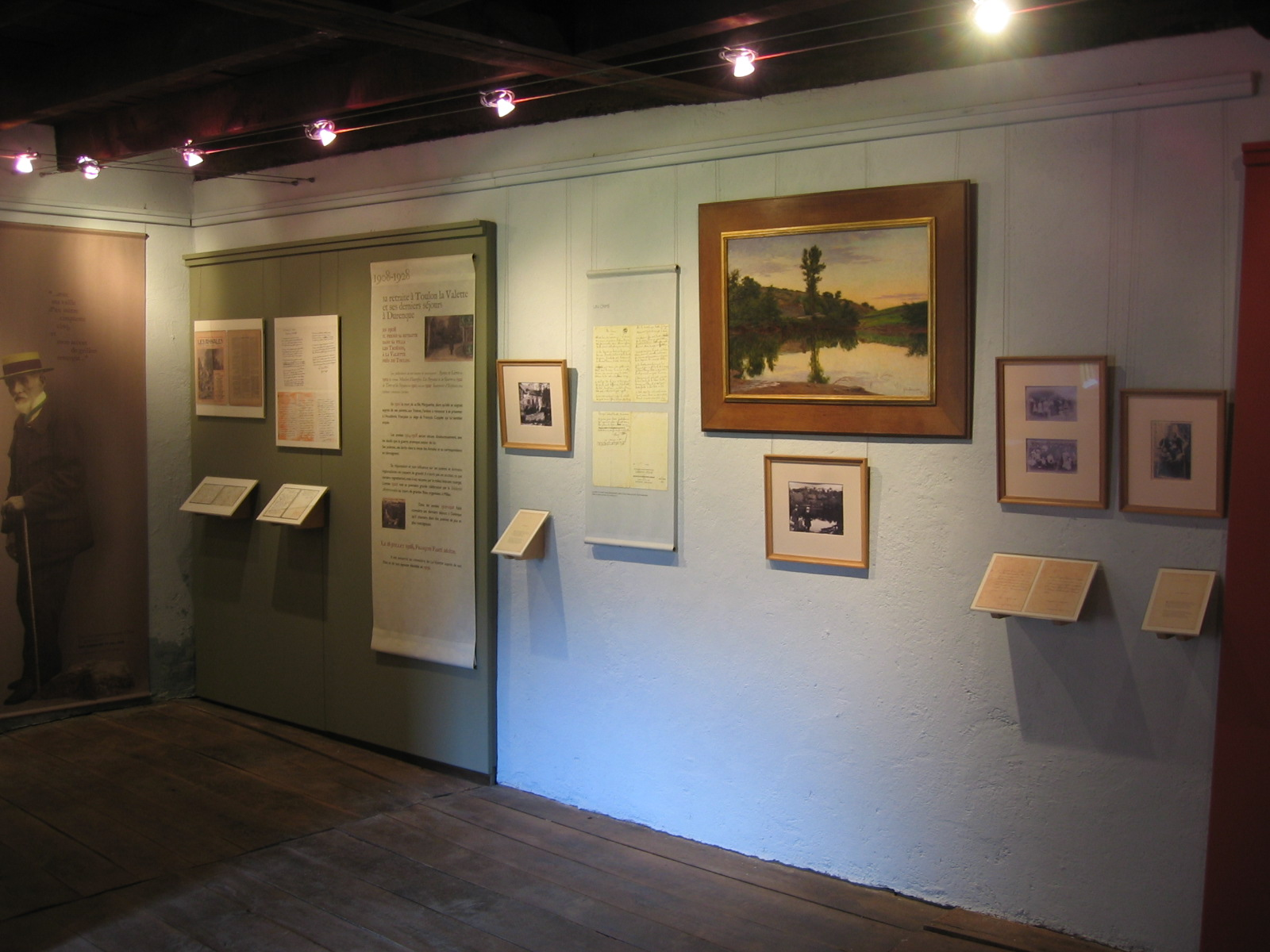
Musée François Fabié au moulin de Roupeyrac.
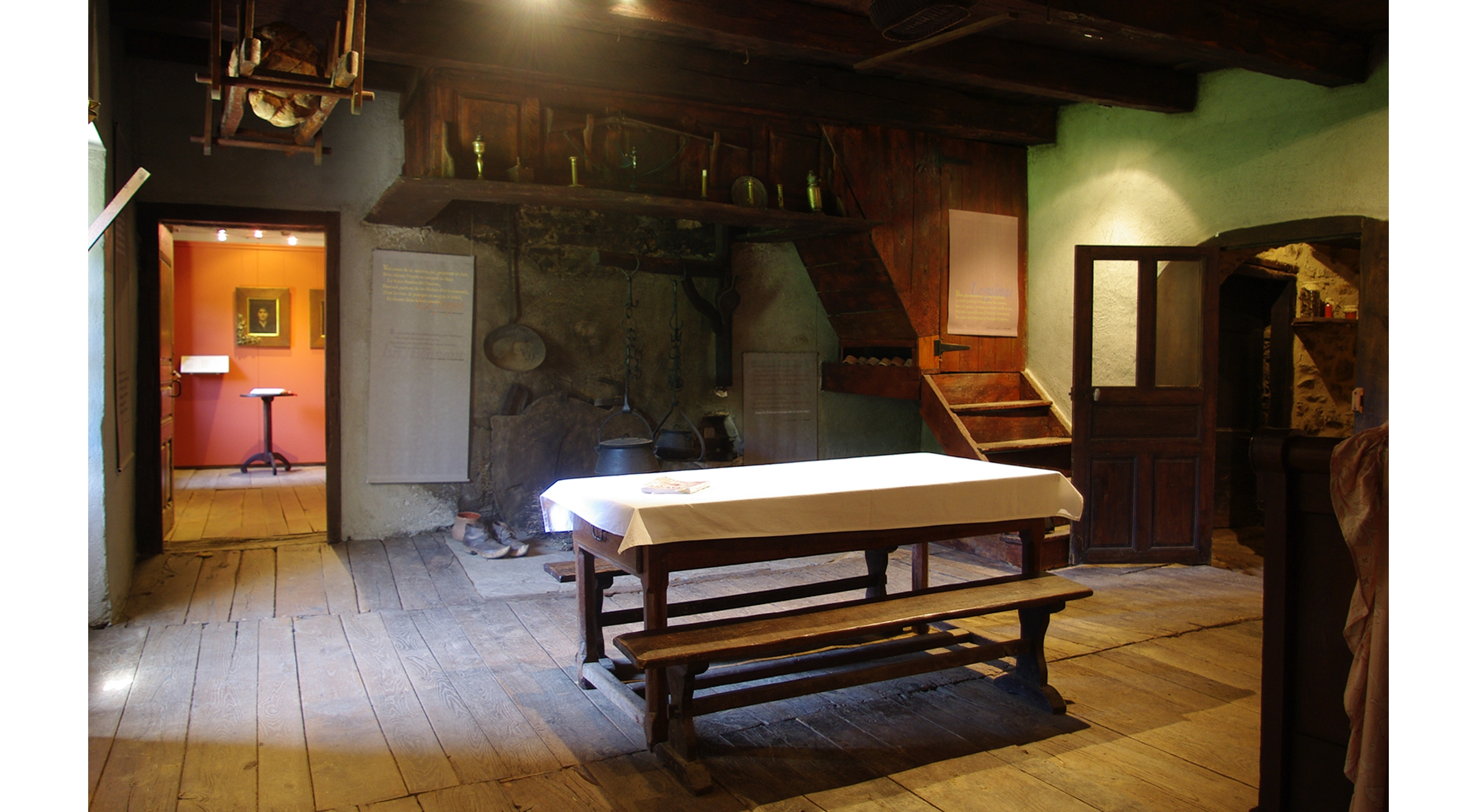
Moulin de Roupeyrac
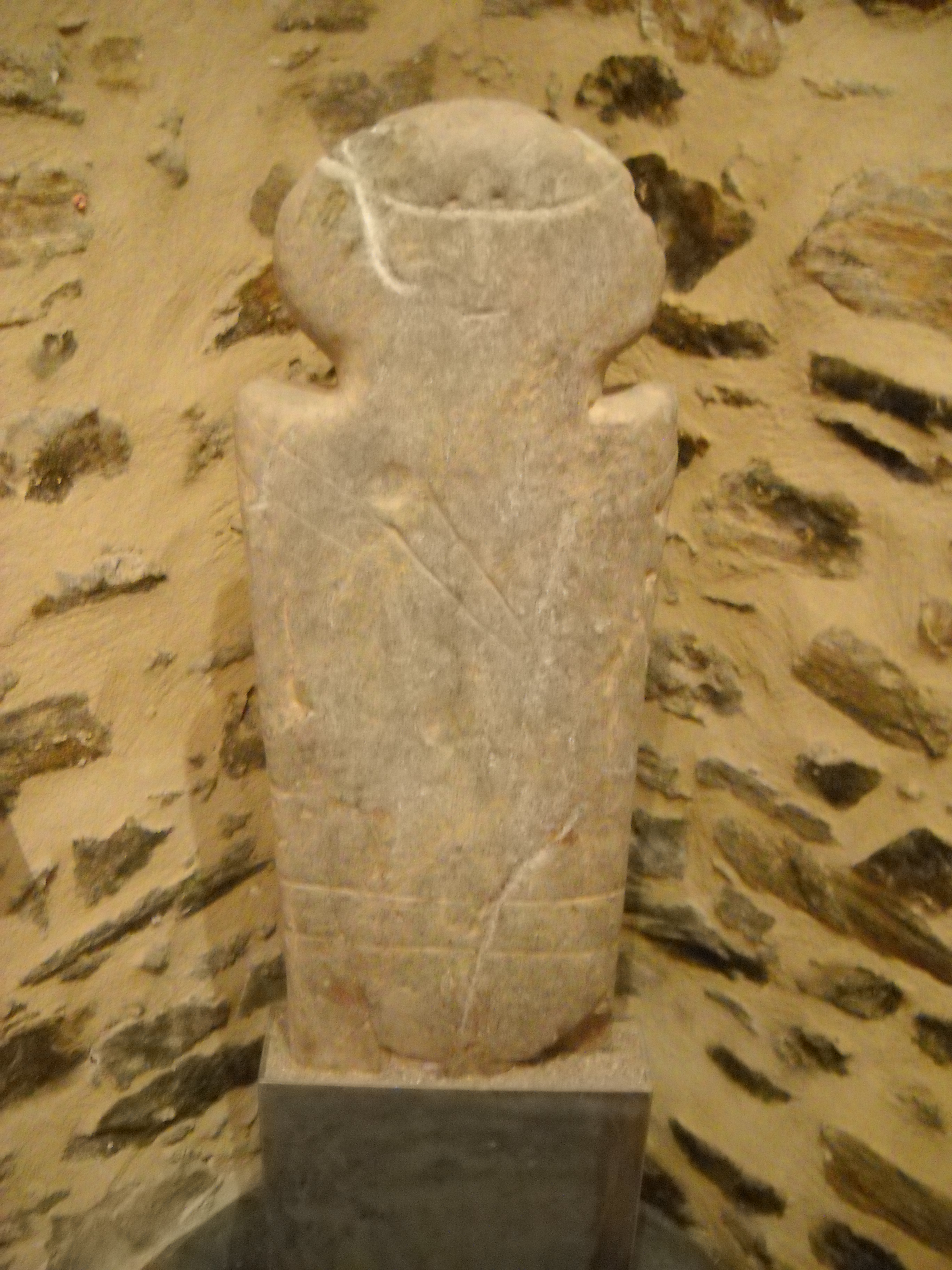
Statue-menhir de Durenque, exposée au Musée François Fabié.
- Église Sainte-Thérèse de Durenque.
- Église Saint-Pierre de Cannac avec sa fresque de Nicolaï Greschny.  - Musée François Fabié
  - Moulin de Roupeyrac
  - Statue-menhir de Durenque

### Personnalités liées à la commune

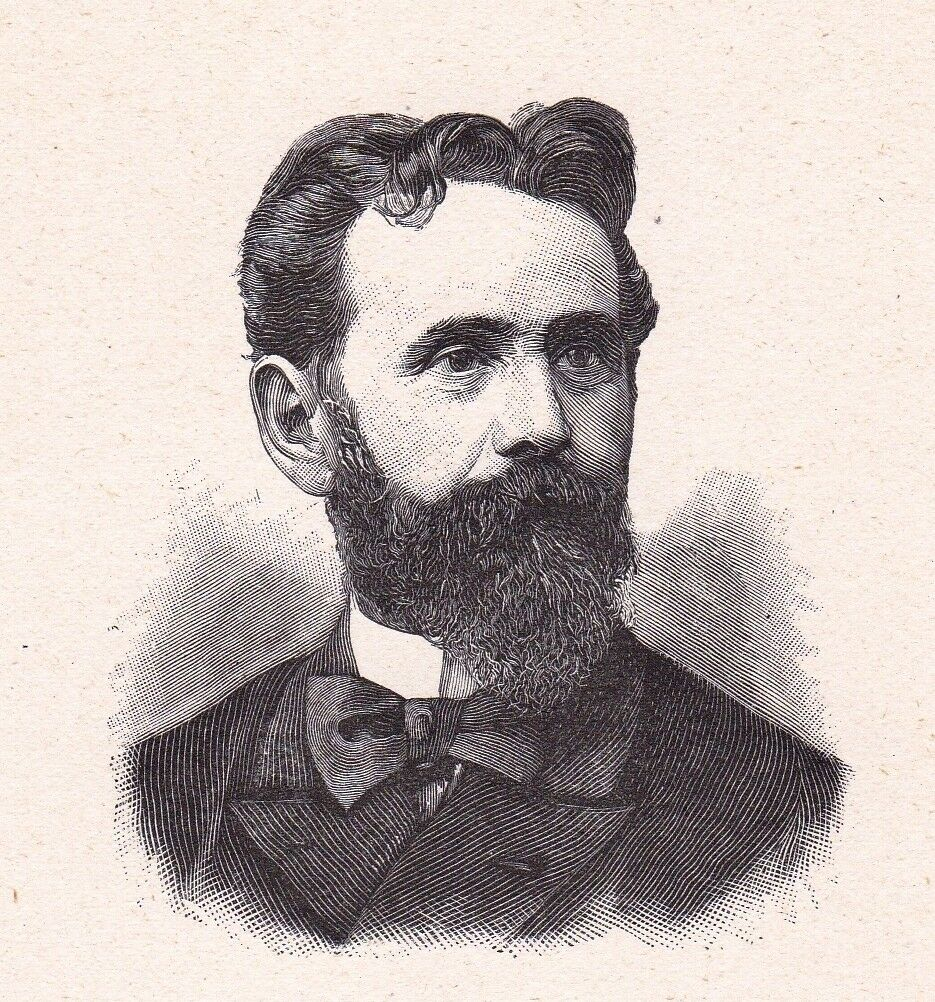
François Fabié, poète natif du village.

- Justin Bessou (1845-1918), homme d'église et romancier occitan qui fut curé à Lebous, dont une partie de la paroisse s'étend sur la commune.
- Amado Boudou[53] (1962-), vice-président (2011-2015) de la République d'Argentine dont la famille était originaire de la commune d'où elle est partie en 1903 pour s'installer à Pigüé, en Argentine.
- Jean Boudou (1920-1975), romancier occitan qui fut, à deux périodes, instituteur à Durenque.
- François Fabié (1846-1928), né au Moulin de Roupeyrac, poète chantre du Rouergue possédant un musée et une école à son nom sur la commune.
- Nicolaï Greschny (1912-1985), peintre fréquiste qui réalisa la fresque de l'Église de Cannac.
- Jacques-François Loiseleur-Deslongchamps (1747-1843), ingénieur géographe de Louis XV et homme politique révolutionnaire qui fut le premier maire de Durenque.
- Pierre Vaysse (1865-1939), enseignant parisien et créateur du journal Le Rouergue né sur la commune.

### Héraldique
| Blason de Durenque | Blason  | Coupé : au 1er parti d’argent, à une plume d’écrivain d’azur, cantonnée en chef dextre d’une anille de sable et d’or, à un buisson de sinople, au 2e de gueules à une harpe d’or accostée de deux fleurs de lys de jardin d’argent. |
| Blason de Durenque | Détails | Le coupé permet de mettre en avant deux composantes importantes du village : la partie supérieure pour sa géographie, l'inférieure son histoire. La géographie de la commune est partagée entre les causses du Lévézou (en argent) et les schistes du Ségala (en or). Le premier carré d’argent est chargé d’une plume d’écrivain et d’une anille afin d’honorer la mémoire de François Fabie, écrivain local dont la maison du moulin de Roupeyrac est convertie en musée. La plume est d’azur pour l’étang réservoir du moulin. Le second carré d’or est aux armes de la famille Buisson-Bournazel, la dernière à posséder la baronnie de Durenque. La reprise intégrale des armes de famille étant interdite pour les municipalités, il suffit d’en emprunter un ou plusieurs éléments. Le buisson offre également l’avantage de représenter les forêts qui couvrent le territoire communal. La partie inférieure, de gueules à la harpe d’or, est aux armes de la famille d’Arpajon ancien, illustre famille de la région qui a possédé la baronnie de Durenque pendant longtemps. La remarque concernant la reprise des blasons de famille est valable ici aussi. Les fleurs de lys de jardin d’argent sont le symbole de Thérèse, la sainte patronne du village. Ils sont visibles sur l’un des vitraux de l’église. Les ornements sont deux gerbes de seigle d'or mises en sautoir par la pointe et liées de gueules afin d'honorer l'activité agricole de Durenque, en faisant référence au Ségala. Le listel d'argent porte le nom de la commune en lettres majuscules de sable. La couronne de tours dit que l’écu est celui d’une commune ; elle n’a rien à voir avec des fortifications. Le statut officiel du blason reste à déterminer. |